# Lijst van rijksmonumenten in Tynaarlo

Tynaarlo

De gemeente Tynaarlo telt 97 inschrijvingen in het rijksmonumentenregister. Hieronder een overzicht. Voor een overzicht van beschikbare afbeeldingen zie de categorie Rijksmonumenten in Tynaarlo op Wikimedia Commons.

## Eelde
De plaats Eelde telt 10 inschrijvingen in het rijksmonumentenregister. Zie de Lijst van rijksmonumenten in Eelde voor een overzicht.

## De Groeve
De plaats De Groeve telt 1 inschrijving in het rijksmonumentenregister.
| Object          | Oorspronkelijke functie?  | Bouwjaar                           | Architect    | Locatie    | Coördinaten?                 | Nr.?  | Afbeelding        |
| --------------- | ------------------------- | ---------------------------------- | ------------ | ---------- | ---------------------------- | ----- | ----------------- |
| De Boezemvriend | Industrie- en poldermolen | 1871 1962-'63 (rest.) 1990 (rest.) | P. Medendorp | Hunzeweg 4 | 53° 6' 24" NB, 6° 42' 17" OL | 41097 | Meer afbeeldingen |

## Midlaren
De plaats Midlaren telt 7 inschrijvingen in het rijksmonumentenregister.
| Object                                      | Oorspronkelijke functie? | Bouwjaar                    | Architect | Locatie                                                   | Coördinaten?                 | Nr.?   | Afbeelding                                |
| ------------------------------------------- | ------------------------ | --------------------------- | --------- | --------------------------------------------------------- | ---------------------------- | ------ | ----------------------------------------- |
| Terrein met overblijfselen van een grafveld | Archeologisch monument   | 5e eeuw                     |           | tussen de Esweg en de Groningerstraat net buiten het dorp | 53° 6' 27" NB, 6° 40' 52" OL | 45304  | Upload foto                               |
| Terrein met twee grafheuvels                | Archeologisch monument   | Neolithicum en/of Bronstijd |           | in de Vijftig Bunder                                      | 53° 6' 5" NB, 6° 39' 17" OL  | 45399  | Terrein met twee grafheuvels              |
| Terrein met hunebed D3 en D4                | Archeologisch monument   | Neolithicum                 |           | bij Schutsweg 42                                          | 53° 6' 28" NB, 6° 40' 17" OL | 45452  | Meer afbeeldingen                         |
| Terrein met twee grafheuvels                | Archeologisch monument   | IJzertijd en/of Bronstijd   |           | ten noorden van de Vijftig Bunder                         | 53° 6' 28" NB, 6° 39' 2" OL  | 45569  | Terrein met twee grafheuvels              |
| Krimpenboerderij onder afgewolfd zadeldak   | Boerderij                | ca. 1870                    |           | Groningerstraat 54                                        | 53° 6' 45" NB, 6° 40' 27" OL | 510904 | Krimpenboerderij onder afgewolfd zadeldak |
| Keuterboerderij met veldschuur              | Boerderij                | ca. 1900                    |           | Schutsweg 40                                              | 53° 6' 28" NB, 6° 40' 19" OL | 526225 | Meer afbeeldingen                         |
| Keuterboerderij met schuur en stookhut      | Boerderij                | ca. 1900                    |           | Schutsweg 42                                              | 53° 6' 28" NB, 6° 40' 19" OL | 526226 | Meer afbeeldingen                         |

## Oudemolen
De plaats Oudemolen telt 2 inschrijvingen in het rijksmonumentenregister.
| Object            | Oorspronkelijke functie?  | Bouwjaar                           | Architect           | Locatie           | Coördinaten?                 | Nr.?   | Afbeelding        |
| ----------------- | ------------------------- | ---------------------------------- | ------------------- | ----------------- | ---------------------------- | ------ | ----------------- |
| De Zwaluw         | Industrie- en poldermolen | 1837 1951 (rest.) 1980-'81 (rest.) | L. Reinds B. Sluter | Molensteeg 10     | 53° 3' 14" NB, 6° 38' 42" OL | 38148  | Meer afbeeldingen |
| De Zwaluw, schuur | Industrie- en poldermolen | 1913 ca. 1960-1969 (uitbr.)        |                     | bij Molensteeg 10 | 53° 3' 14" NB, 6° 38' 42" OL | 526229 | Meer afbeeldingen |

## Paterswolde
De plaats Paterswolde telt 30 inschrijvingen in het rijksmonumentenregister. Zie de Lijst van rijksmonumenten in Paterswolde voor een overzicht. Een gedeelte van Paterswolde ligt in de gemeente Groningen.

## Schelfhorst
De buurtschap Schelfhorst telt 1 inschrijving in het rijksmonumentenregister.
| Object                                      | Oorspronkelijke functie? | Bouwjaar     | Architect | Locatie           | Coördinaten?                 | Nr.?  | Afbeelding  |
| ------------------------------------------- | ------------------------ | ------------ | --------- | ----------------- | ---------------------------- | ----- | ----------- |
| Terrein met resten van het Huis Schelfhorst | Archeologisch monument   | middeleeuwen |           | bij Schelfhorst 4 | 53° 9' 28" NB, 6° 32' 48" OL | 45393 | Upload foto |

## Tynaarlo
De plaats Tynaarlo telt 1 inschrijving in het rijksmonumentenregister.
| Object                 | Oorspronkelijke functie? | Bouwjaar    | Architect | Locatie              | Coördinaten?                 | Nr.?   | Afbeelding        |
| ---------------------- | ------------------------ | ----------- | --------- | -------------------- | ---------------------------- | ------ | ----------------- |
| Terrein met hunebed D6 | Archeologisch monument   | Neolithicum |           | t.o. Hunebedstraat 2 | 53° 4' 30" NB, 6° 37' 47" OL | 467470 | Meer afbeeldingen |

## Vries
De plaats Vries telt 13 inschrijvingen in het rijksmonumentenregister. Zie de Lijst van rijksmonumenten in Vries voor een overzicht.

## Zeijen
De plaats Zeijen telt 2 inschrijving in het rijksmonumentenregister.
| Object                 | Oorspronkelijke functie? | Bouwjaar                                        | Architect    | Locatie                                              | Coördinaten?                 | Nr.?   | Afbeelding        |
| ---------------------- | ------------------------ | ----------------------------------------------- | ------------ | ---------------------------------------------------- | ---------------------------- | ------ | ----------------- |
| Terrein met hunebed D5 | Archeologisch monument   | Neolithicum 1952 (rest.)                        |              | bij het Noordsche Veld ten noorden van de Peesterweg | 53° 3' 43" NB, 6° 31' 52" OL | 464135 | Meer afbeeldingen |
| Cremer Hoeve           | Boerderij                | 1915-1916                                       | H. Masselink | Minister Cremerstraat 5                              | 53° 1' 52" NB, 6° 30' 58" OL | 478016 | Meer afbeeldingen |
| Leeghof                | Boerderij                | 1774 (woonhuis, oudste deel) ca. 1850 (aanbouw) |              | Zuiderstraat 7                                       | 53° 2' 51" NB, 6° 32' 36" OL | 478020 | Meer afbeeldingen |

## Zuidlaarderveen
De plaats Zuidlaarderveen telt 1 inschrijving in het rijksmonumentenregister.
| Object   | Oorspronkelijke functie? | Bouwjaar          | Architect | Locatie        | Coördinaten?                 | Nr.?   | Afbeelding |
| -------- | ------------------------ | ----------------- | --------- | -------------- | ---------------------------- | ------ | ---------- |
| De Horst | Boerderij                | 1905 1986 (verb.) |           | Dorpsstraat 72 | 53° 5' 42" NB, 6° 45' 28" OL | 510905 | De Horst   |

## Zuidlaren
De plaats Zuidlaren telt 29 inschrijvingen in het rijksmonumentenregister. Zie de Lijst van rijksmonumenten in Zuidlaren voor een overzicht.
Aa en Hunze ·
Assen ·
Borger-Odoorn ·
Coevorden ·
De Wolden ·
Emmen ·
Hoogeveen ·
Meppel ·
Midden-Drenthe ·
Noordenveld ·
Tynaarlo ·
Westerveld